# 2 يوليو
- السبت
- الأحد
- الاثنين
- الثلاثاء
- الأربعاء
- الخميس
- الجمعة

- 283 محرم 1447  هـ
- 294 محرم 1447  هـ
- 305 محرم 1447  هـ
- 16 محرم 1447  هـ
- 27 محرم 1447  هـ
- 38 محرم 1447  هـ
- 49 محرم 1447  هـ
- 510 محرم 1447  هـ
- 611 محرم 1447  هـ
- 712 محرم 1447  هـ
- 813 محرم 1447  هـ
- 914 محرم 1447  هـ
- 1015 محرم 1447  هـ
- 1116 محرم 1447  هـ
- 1217 محرم 1447  هـ
- 1318 محرم 1447  هـ
- 1419 محرم 1447  هـ
- 1520 محرم 1447  هـ
- 1621 محرم 1447  هـ
- 1722 محرم 1447  هـ
- 1823 محرم 1447  هـ
- 1924 محرم 1447  هـ
- 2025 محرم 1447  هـ
- 2126 محرم 1447  هـ
- 2227 محرم 1447  هـ
- 2328 محرم 1447  هـ
- 2429 محرم 1447  هـ
- 2530 محرم 1447  هـ
- 261 صفر 1447  هـ
- 272 صفر 1447  هـ
- 283 صفر 1447  هـ
- 294 صفر 1447  هـ
- 305 صفر 1447  هـ
- 316 صفر 1447  هـ
- 17 صفر 1447  هـ

2 يوليو أو 2 تمُّوز أو 2 يوليه أو يوم 2 \ 7 (اليوم الثاني من الشهر السابع) هو اليوم الثالث والثمانون بعد المئة (183) من السنوات البسيطة، وهو اليوم الذي ينتصف العام في السنوات البسيطة، أو اليوم الرابع والثمانون بعد المئة (184) من السنوات الكبيسة وفقًا للتقويم الميلادي الغربي (الغريغوري). يبقى بعده 182 يوما لانتهاء السنة.

## أحداث
- 1777 - منع الاستعباد والرق في ولاية فيرمونت الأمريكية، لتصبح أول ولاية تمنعه على أراضيها.
- 1819 - بريطانيا تصدر قرار يمنع بموجبه تشغيل الأطفال.
- 1853 - جيش الإمبراطورية الروسية يغزو الدولة العثمانية معلنًا بداية حرب القرم.
- 1881 - «تشارلز غيتو» يطلق النار على الرئيس الأمريكي جيمس جارفيلد، وأدى هذا الحادث لوفاته في 19 سبتمبر.
- 1917 - اليونان تعلن الحرب على إسبانيا في الحرب العالمية الأولى.
- 1940 - الزعيم النازي أدولف هتلر يصدر أمرًا لقادته العسكريين بوضع الخطط لغزو الجزر البريطانية.
- 1964 - الرئيس الأمريكي ليندون جونسون يوقع على قانوني الحقوق المدنية والحقوق السياسية، ويعتبر قانون الحقوق المدنية أحد أهم القوانين في تاريخ الولايات المتحدة وبخاصه بالنسبة لنضال الزنوج من أجل الحصول على حقوقهم كاملة كمواطنين في الدولة الأمريكية.
- 1966 - فرنسا تجري أول تجربة نووية رسمية لها وذلك بتفجير قنبلة في المحيط الهادي.
- 1976 - اعلان الوحدة بين فيتنام الشمالية وفيتنام الجنوبية المنفصلتين منذ 1954 وإعلان قيام جمهورية فيتنام الاشتراكية.
- 1979 - عقد أول اجتماع للجنة القدس في مدينة فاس المغربية.
- 1990 - تزاحم داخل نفق المعيصم بإحدى مناسك الحج يؤدي إلى انهياره ووفاة 1426 حاج.
- 1992 - تعيين علي كافي رئيسًا للجزائر وذلك بعد اغتيال محمد بوضياف.
- 1994 - مقتل لاعب المنتخب الكولمبي لكرة القدم أندريس إسكوبار بعد إطلاق 12 رصاصة على جسده من قبل المافيا الكولومبية في مدينة مدلين في كولومبيا وذلك بعد تسجيله هدف بالخطأ في مرماه، مما تسبب بخروج منتخبه من كأس العالم لكرة القدم 1994 في الولايات المتحدة.
- 2000 - اختيار فيسينتي فوكس رئيسًا للمكسيك، ليكون أول مكسيكي يعتلي هذا المنصب من حزب معارض منذ أكثر من 70 سنة.
- 2002 - ستيف فوسيت يصبح أول من يقوم بالدوران حول الأرض دون توقف لوحده بمنطاد هوائي.
- 2003 - اختيار مدينة فانكوفر الكندية لإحتضان فعاليات الألعاب الأولمبية الشتوية لسنة 2010 وذلك في اجتماع عقد بمدينة براغ.
- 2004 ـ منتدى الآسيان الإقليمي يقبل انضمام باكستان، لتكون بذلك الدولة رقم 24 في المنتدى.
- 2009 - ملك الأردن عبد الله الثاني بن الحسين يعين نجله الأكبر الأمير الحسين وليًا للعهد وذلك بعد خمس سنوات من عزله لأخيه حمزة بن الحسين من ولاية العهد.
- 2014 - مستوطنون إسرائيليون يخطفون ويقتلون الطفل محمد أبو خضير من حي شعفاط بالقدس.
- 2017 - منتخب ألمانيا لكرة القدم يفوز بكأس القارات للمرة الأولى في تاريخه بعد فوزه في النهائي 1-0 على منتخب تشيلي.
- 2018 - العثور على اثنا عشر فتًا ومدربهم في كهف ثام لوانغ في تايلندا، بعد تسعة أيام من اعتبارهم مفقودين، وانطلاق عملية إنقاذ موسعة لهم دامت 8 أيام.
- 2019 - كسوف كلي للشمس في منطقة جنوب المحيط الهادي، استمر لمدة 4 دقائق و32 ثانية.
- 2020 -
  - النتائج النهائية لاستفتاء تعديل الدستور الروسي تظهر موافقة 78% من إجمالي المشاركين، وقد بلغت نسبة الإقبال العام على الاستفتاء 67.88% من إجمالي الناخبين المسجلين.
  - مقتل ما يزيد عن 162 وإصابة 54 شخصًا في انهيار أرضي في منجم باكنات جيد في ميانمار، إثر هطول الأمطار.
- 2022 - فرض حالة الطوارئ في منطقة قرقل باغستان في أوزبكستان بعد اندلاع احتجاجات ضد مُقترح لتعديلات دستورية تحد من الحكم الذاتي للمنطقة.

## مواليد
- 1492 - إليزابيث تيدور، ابنه هنري السابع ملك إنجلترا.
- 1862 - وليم هنري براغ، عالم فيزيائي إنجليزي حاصل على جائزة نوبل في الفيزياء عام 1915.
- 1876 - فيلهلم كونو، مستشار ألمانيا.
- 1877 - هرمان هيسه، أديب سويسري حاصل على جائزة نوبل في الأدب عام 1946.
- 1903 - أليك دوغلاس هوم، رئيس وزراء المملكة المتحدة.
- 1906 - هانز بيته، عالم فيزياء نووية أمريكي حاصل على جائزة نوبل في الفيزياء عام 1967.
- 1918 - الشيخ إمام، مغني وملحن مصري.
- 1919 - إلكان بلاوت، عالم كيمياء حيوية أمريكي.
- 1923 - فيسوافا شيمبورسكا، أديبة بولندية حاصلة على جائزة نوبل في الأدب عام 1996.
- 1925 - باتريس لومومبا، رئيس وزراء جمهورية الكونغو الديمقراطية.
- 1929 - إيميلدا ماركوس، زوجة رئيس الفلبين الأسبق فرديناند ماركوس.
- 1930 - كارلوس منعم، رئيس أرجنتيني من أصل سوري.
- 1936 - عمر سليمان، نائب رئيس الجمهورية في مصر.
- 1942 - فيسينتي فوكس، رئيس المكسيك.
- 1946 - ريتشارد أكسال، عالم أمريكي في العلوم العصبية حاصل على جائزة نوبل في الطب عام 2004.
- 1952 - أحمد أويحي، رئيس وزراء الجزائر.
- 1957 - بريت هارت، مصارع كندي.
- 1969 - جيني ريفيرا، مغنية وممثلة أمريكية.
- 1973- تركي الدخيل، إعلامي سعودي.
- 1985 - آشلي تيسدال، ممثلة ومغنية أمريكية.
- 1985 - كوري برينجاس، ممثل أمريكي.
- 1986 - ليندزي لوهان، ممثلة ومغنية أمريكية.
- 1989 - أليكس مورغان، لاعبة كرة قدم أمريكية.

## وفيات
- 1504 - شتيفان الكبير، ملك مولدوفا.
- 1566 - نوستراداموس، طبيب ومنجم فرنسي.
- 1743 - سبنسر كومبتون، رئيس وزراء المملكة المتحدة.
- 1778 - جان جاك روسو، فيلسوف سويسري.
- 1850 - روبرت بيل، رئيس وزراء المملكة المتحدة.
- 1894 - محمد بن هلال الهلالي، شاعر سوري.
- 1913 - ناصر بن أحمد البحراني، فقيه جعفري وشاعر بحريني.
- 1934 - إرنست روم، عسكري ألماني.
- 1961 - إرنست همينغوي، كاتب أمريكي حاصل على جائزة نوبل في الأدب عام 1954.
- 1977 - فلاديمير نابوكوف، كاتب أمريكي من أصل روسي.
- 1989 - أندريه جروميكو، سياسي سوفيتي.
- 1999 - ماريو بوزو، روائي أمريكي.
- 2005 - ذوقان الهنداوي، سياسي أردني.
- 2010 - رباب، مغنية عراقية.
- 2013 - فوزية بنت فؤاد الأول إمبراطورة إيران وابنة فؤاد الأول ملك مصر.
- 2018 - عبد الوهاب الشيخ خليل، شاعر سوري.
- 2023 - طلال بن منصور بن عبد العزيز آل سعود، أمير سعودي.
- 2024 - محمد حاكم، رسام هزلي مصري.

## أعياد ومناسبات
- مهرجان باليو دي سيينا في سيينا بإيطاليا.

## وصلات خارجية
- وكالة الأنباء القطريَّة: حدث في مثل هذا اليوم.
- النيويورك تايمز: حدث في مثل هذا اليوم.
- BBC: حدث في مثل هذا اليوم.